# Julius Rütgers
Lambertus Hermann Julius Rütgers (* 11. Juli 1830 in Bensberg; † 6. September 1903 in Berlin) war ein deutscher Unternehmer.

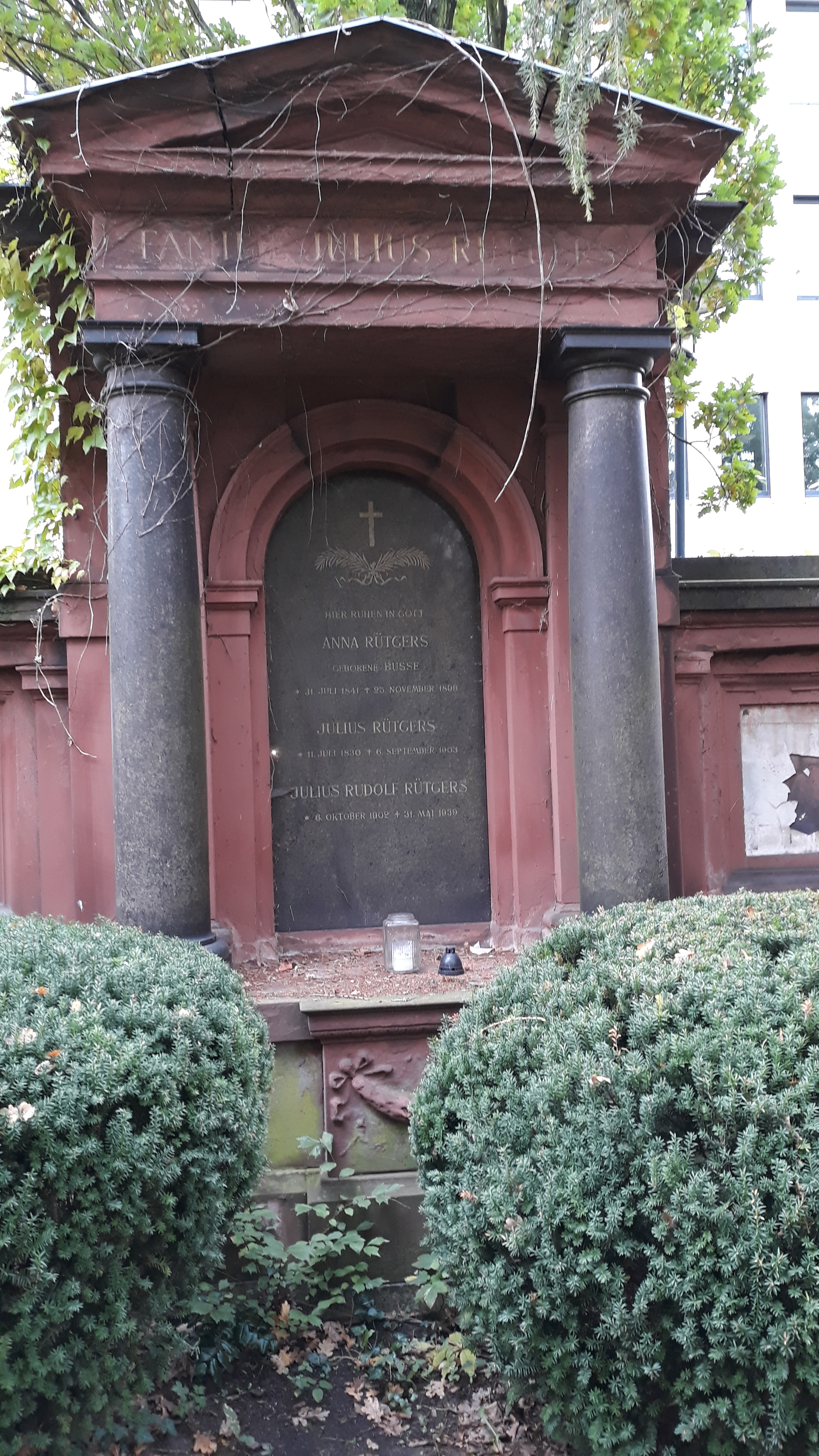
Das Grab von Julius Rütgers und seiner Ehefrau Anna geborene Busse auf dem Evangelischen Luisenkirchhof II in Berlin.

## Leben und Werk
Sein Vater, der preußische Katasterbeamte Martin Rütgers, hatte 1847 in Neuss die erste deutsche Imprägnieranstalt für Eisenbahnschwellen gegründet. Die Imprägnierung erfolgte noch nach französischem Muster mit Schwefelbarium und Eisenvitriol oder mit Kupfervitriol. (1838 hatte der Londoner Advokat John Bethell (1804–1867) das Patent Nr. 7731 auf sein Holzschutzverfahren mit Kreosot im Kesseldruckverfahren erworben.) Infolge der Revolution und dem stockenden Eisenbahnbau der Aachen-Düsseldorfer Eisenbahngesellschaft wurde sein Vater jedoch schnell zahlungsunfähig.
Julius Rütgers verließ früh die Schule. 1846 begann er seine Landwirtschaftsausbildung auf Gut Wilkau, südlich von Breslau. 1848 wurde er Verwalter des Gutes der rheinländischen Gebrüder Schoeller bei Breslau.
1849 übernahm er die Schulden und das Werk seines Vaters und setzte es wieder in Betrieb. Nach dem Auftrag der Cöln-Mindener Eisenbahn gründete er im Frühjahr in Essen sein eigenes Imprägnierwerk nach Bethells Teerölverfahren.
Aus diesem ersten Unternehmen gingen die Rütgerswerke hervor. 1854 verlegte Rütgers seinen Schwerpunkt nach Schlesien, Breslau wurde Firmensitz und Wohnort. Von hier aus betreute er vor allem Eisenbahnbauten im Osten und Südosten Deutschlands und Europas.

„In dessen vermehrte sich die Theergewinnung auf dem Continente durch die Ausdehnung der Gasanstalten und die Errichtung von Steinkohlen-Koksöfen mit Theergewinnung derartig, daß ich im Jahre 1859 den Beschluß fassen konnte, die erste große Theerproductenfabrik in Deutschland bei Berlin zu errichten, welcher ich bis zum Jahre 1898 noch acht weitere folgen lies.“

Diese erste Theerproductenfabrik erbaute er ab 1860 in Erkner. Sie war eine der ersten industriellen Teerdestillationen Deutschlands – älter war lediglich die 1842 bis 1856 bestehende wesentlich kleinere Asphaltfabrik von Ernst Sell in Offenbach am Main, aus der 1850 das Teerfarbenwerk Oehler hervorging – und blieb bis Anfang des 20. Jahrhunderts die größte des Landes. Hier wurden vor allem die Teerabfälle der Gasanstalten Berlins und des Umlandes verarbeitet.
Bis 1899 errichtete Rütgers in weiten Teilen Europas 77 Imprägnierwerke, die mit den Teerprodukten aus Erkner und weiteren firmeneigenen Destillationen für tausende Kilometer Eisenbahnlinien die Schwellen tränkten. 1872 siedelte Rütgers mit der Firmenzentrale in die neue Reichshauptstadt Berlin über, genauer in den damaligen Nachbarort  Charlottenburg.
In Charlottenburg wurde Julius Rütgers am 06.01 Januar 1886 zum Mitglied der Stadtverordnetenversammlung. Als Stadtverordneter war er auch Mitglied in der Städtischen Deputation für das Erleuchtungswesen. Sein Amtsmandat hat Julius Rütgers bereits am 27. November 1886 durch freiwilliges Ausscheiden niedergelegt.
Julius Rütgers leitete sein Unternehmen bis zu seinem Tod. Am 6. September 1903 starb er unerwartet in seinem Berliner Haus und wurde am 9. September auf dem Luisenfriedhof II in Berlin-Westend beigesetzt. Nur wenige Monate später verstarb am 20. Dezember 1903 auch sein einziger Sohn und Nachfolger Rudolph Rütgers (geboren am 17. September 1860 in Breslau).
Die Rütgers Chemicals GmbH in Castrop-Rauxel wurde im Dezember 2007 von Evonik an den Finanzinvestor Triton verkauft.

### Würdigung
Nach Rütgers ist die Julius-Rütgers-Straße in Erkner sowie der 2005 in der Triton-Werft für die Reederei Jaegers gebaute Binnentanker TMS Julius Rütgers benannt.